# Ryk E. Spoor
Ryk Erik Spoor (* 21. Juli 1962 in Omaha, Nebraska) ist ein US-amerikanischer Autor von Science-Fiction- und Fantasy-Literatur.
Sein erster Roman Digital Knight wurde 2003 von Baen Books veröffentlicht. Sein zweites Werk, eine Kurzgeschichte mit dem Titel Diamonds Are Forever in Zusammenarbeit mit Eric Flint folgte in der Baen Free Library 2004. Sein nächster Roman Boundary erschien 2006 und hat bisher zwei weitere Fortsetzungen.
2010 startete er ein neues Projekt Grand Central Arena, einem im Jahre 2375 angesiedelten Science-Fiction-Abenteuer. 2011 erschien das Buch in zwei Teilen auf Japanisch.
2012 erschien mit Phoenix Rising der erste Teil einer Fortsetzungsreihe, deren weitere Folgen noch kein Erscheinungsdatum haben.
Im Usenet ist Spoor unter dem Pseudonym „Sea Wasp“ bekannt.

## Bibliografie

### Boundary
Gemeinsam mit Eric Flint.
- 1 Boundary, Baen 2006, ISBN 1-61824-515-5
- 2 Threshold, Baen 2010, ISBN 978-1-4391-3360-6
- 3  Portal, Baen 2013, ISBN 978-1-62579-097-2
- 4 Castaway Planet, Baen 2015, ISBN 978-1-62579-350-8
- 5 Castaway Odyssey, Baen 2016, ISBN 978-1-4767-8181-5
- 6 Castaway Resolution, Baen 2020, ISBN 978-1-982124-41-0

### Grand Central Arena
- 1 Grand Central Arena, Baen 2010, ISBN 978-1-4391-3355-2
- 2 Spheres of Influence, Baen 2013, ISBN 978-1-62579-203-7
- 3 Challenges of the Deeps, Baen 2017, ISBN 978-1-4767-8208-9

### Zarathan / Zahralandar Multiverse

#### Balanced Sword
- 1 Phoenix Rising, Baen 2012, ISBN 978-1-4516-3841-7
- 2 Phoenix in Shadow, Baen 2015, ISBN 978-1-62579-376-8
- 3 Phoenix Ascendant, Baen 2016, ISBN 978-1-62579-488-8

#### Demons of the Past
- 1 Revelation, Double Dragon Press / Double Dragon Publishing 2018, ISBN 978-1-987625-19-6
- 2 Revolution, Eric Flint's Ring of Fire Press 2018, ISBN 978-1-948818-13-1
- 3 Retribution, Eric Flint's Ring of Fire Press 2019, ISBN 978-1-948818-27-8

#### Digital Knight Universe
- Digital Knight, Baen 2003, ISBN 0-7434-7161-X
- Paradigms Lost, Baen 2014, ISBN 978-1-4767-3693-8
- Legend, Eric Flint's Ring of Fire Press 2019, ISBN 978-1-948818-29-2

#### Godswar
- 1 The Mask of Ares, 1632, Inc. 2020, ISBN 978-1-948818-90-2

### Weitere Romane
- Diamonds Are Forever, in: Mountain Magic, Baen 2004, ISBN 0-7434-8856-3 (mit Eric Flint)
- Princess Holy Aura, Baen 2017, ISBN 978-1-4814-8282-0